# Lijst van afleveringen van SpongeBob SquarePants (seizoen 15)
Dit is een lijst van afleveringen van seizoen 15 van SpongeBob SquarePants. Dit seizoen zal 13 afleveringen tellen, waarvan er al 5 zijn uitgezonden. De eerste aflevering van dit seizoen werd op 24 juli 2024 in de Verenigde Staten uitgezonden.
| Aflevering (seizoen) | Aflevering (serie) | Titel                                                                                            | Eerste uitzenddatum               | Eerste uitzenddatum |
| -------------------- | ------------------ | ------------------------------------------------------------------------------------------------ | --------------------------------- | ------------------- |
| 1                    | 307                | Sammy Suckerfish (Sander Zuigvis) Big League Bob (Superkok Bob)                                  | 24 juli 2024 25 juli 2024         | TBA                 |
| 2                    | 308                | UpWard (Opto) Unidentified Flailing Octopus (Invasie van de kosmopus)                            | 3 december 2024 5 december 2024   | TBA                 |
| 3                    | 309                | Bad Luck Bob (OngeluksBob) The Sandman Cometh (Op zoek naar Klaas Vaak)                          | 9 december 2024 11 december 2024  | TBA                 |
| 4                    | 310                | Biscuit Ballyhoo (Het koekjesgevecht) Student Driver Survivor (Overleven op de vaarschool)       | 13 december 2024 17 december 2024 | TBA                 |
| 5                    | 311                | Wiener Takes All (De doetjesmanager) Stuck in an Elevator (Vast in de lift)                      | 19 december 2024 24 december 2024 | TBA                 |
| 6                    | 312                | Squidness Protection (Bescherm Octo) Dome Alone (Alleen in de koepel)                            | 14 februari 2025                  | TBA                 |
| 7                    | 313                | Wary Gary (Razende Gerrit) Pinned (Klem)                                                         | 21 februari 2025                  | TBA                 |
| 8                    | 314                | Jeffy T's Prankwell Emporium (Jeffy T's grappenmakerij) A Taste of Plankton (Een hapje Plankton) | 28 februari 2025                  | TBA                 |
| 9                    | 315                | Smartificial Intelligence (Dommatige intelligentie) Firehouse Bob (Brandweerman Bob)             | 7 maart 2025                      | TBA                 |
| 10                   | 316                | Pablum Plankton (?) MuseBob ModelPants (?)                                                       | 14 maart 2025                     | TBA                 |
| 11                   | 317                | Delivery of Doom (?) My Father the Boat (?)                                                      | 6 juni 2025                       | TBA                 |
| 12                   | 318                | Who's Afraid of Mr. Snippers? (?) A Fish Called Sandy (?)                                        | 13 juni 2025                      | TBA                 |
| 13                   | 319                | Making Waves (?) Captain Quasar: the Next Iteration (?)                                          | 20 juni 2025                      | TBA                 |